# José Altuve
José Carlos Altuve (* 6. Mai 1990 in Puerto Cabello) ist ein venezolanischer Baseballspieler auf der Position des Second Baseman für die Houston Astros der Major League Baseball (MLB). Die Astros nahmen Altuve am 6. März 2007 als Free Agent unter Vertrag und er gab am 20. Juli 2011 sein Debüt in der MLB. Er ist mit einer Körpergröße von 1,68 Meter aktuell der kleinste Spieler der Liga. Von 2014 bis 2017 hatte Altuve jedes Jahr mindestens 200 Hits und führte die American League (AL) jeweils in dieser Kategorie an.
Altuve nahm bereits sechsmal am MLB All-Star Game teil. Im Jahr 2017 gewann er den Most Valuable Player Award in der American League, den Hank Aaron Award und gewann die World Series mit den Astros. Die Sports Illustrated wählte ihn 2017 gemeinsam mit J. J. Watt zum Sportler des Jahres. Er gewann bisher vier Silver Slugger Awards und einen Gold Glove Award. Altuve spielte für die venezolanische Baseballnationalmannschaft beim World Baseball Classic 2017.

## Leben
Altuve wurde am 6. Mai 1990 in der venezolanischen Stadt Puerto Cabello geboren und wuchs in Maracay auf. Er hat gemeinsam mit seiner Frau Nina Altuve eine Tochter namens Melanie, die am 1. November 2016 geboren wurde.

## Karriere

### Houston Astros (2011–heute)

#### 2011–2014
Altuve gab sein Debüt in der MLB am 20. Juli 2011. Am 20. August 2011 schlug er einen Inside-the-park-Home Run, den ersten seiner Karriere. Er beendete die Saison mit einem Batting Average von .276 mit zwei Home Runs und sieben Stolen Bases. In der Saison 2012 hatte Altuve seinen ersten Auftritt im MLB All-Star Game. 2014 spielte er für ein MLB-Auswahlteam bei der MLB Japan All-Star Series. Im gleichen Jahr gewann er seinen ersten Silver Slugger Award sowie den Luis Aparicio Award, der an den venezolanischen Spieler mit der besten individuellen Saison in der MLB geht.

#### 2015
2015 wurde Altuve wieder in das All-Star Game gewählt und wurde am 11. September 2015 der Spieler der Astros, der am schnellsten 800 Hits erreichte. Er führte am Ende der Saison die Liga in Stolen Bases (38) und Fielding Percentage (.993) an und erzielte den drittbesten Batting Average (.313). Die Astros erreichten in diesem Jahr die Playoffs und gewannen das Wild Card Game gegen die New York Yankees. Altuve erzielte in dem 3:0-Sieg einen der 3 Runs. Die American League Division Series verloren die Astros in fünf Spielen gegen die Kansas City Royals. Am 10. November 2015 gewann Altuve seinen ersten Gold Glove Award. Auch den Silver Slugger Award gewann er ein weiteres Mal.

#### 2011–2018
Im Juni 2016 wurde Altuve zum Spieler des Monats in der American League gewählt. Er hatte zudem seinen vierten Auftritt im MLB All-Star Game, seinen zweiten im Starting Lineup. Am 16. August wurde Altuve nach 786 Spielen der schnellste Spieler der Astros, der die 1000-Hit-Marke erreichte und der zweitschnellste zu diesem Zeitpunkt aktive Spieler nach Ichirō Suzuki. Er gewann den Sporting News Player of the Year Award des Sportmagazins The Sporting News. Bei der Abstimmung für den MLB Most Valuable Player Award erreichte er den dritten Platz nach Mike Trout und Mookie Betts.
Auch in der Saison 2017 wurde Altuve in das American League All-Star-Team gewählt. Die Astros erreichten ein weiteres Mal die Postseason. In Spiel 1 der American League Division Series 2017 schlug Altuve drei Home Runs, was zuvor erst neun Spielern in einem Postseason-Spiel der MLB gelang.  In der American League Championship Series 2017 gewannen die Astros in Spiel 7 gegen die New York Yankees. Altuve schlug in diesem Spiel einen Solo Home Run. Damit erreichten die Astros erst zum zweiten Mal in der Geschichte des Franchise die World Series und gewannen in Spiel 7 gegen die Los Angeles Dodgers ihren ersten World-Series-Titel. Altuve gewann 2017 gemeinsam mit seinem Teamkollegen Justin Verlander den Babe Ruth Award für die beste Performance in der Postseason.
Vor der Saison 2018 wählte die Sports Illustrated Altuve zum zweitbesten aktiven Baseballspieler im Jahr 2018 nach Mike Trout. Am 16. März unterschrieb er einen Fünf-Jahres-Vertrag mit den Astros für 151 Millionen US-Dollar. Es war der größte Vertrag in der Geschichte des Franchise. In drei Spielen gegen die Cleveland Indians vom 25. bis 27. Mai 2018 brach er seinen eigenen Franchise-Rekord mit 10 Hits in zehn aufeinanderfolgenden At-Bats. Mit den meisten Stimmen unter allen Spielern (4.849.630) wurde er ein weiteres Mal in das All-Star-Team der American League gewählt.